# مایکروسافت موبایل
مایکروسافت موبایل اوئی (به انگلیسی: Microsoft Mobile Oy) یک شرکت چندملیتی تلفن همراه و سازنده وسایل همراه و شاخه‌ای از مایکروسافت بود که دفتر مرکزی آن در اسپو، فنلاند واقع شده‌بود. فعالیت اصلی این شرکت طراحی، توسعه، تولید و پخش تلفن‌های همراه، گوشی‌های هوشمند، رایانه، لپ‌تاپ، تبلت و لوازم جانبی مرتبط با آن بود.